# Agia Marina
Agia Marina (en griego, Αγία Μαρίνα) es un pueblo y un yacimiento arqueológico que administrativamente pertenece a la periferia de Grecia Central, a la unidad periférica de Ftiótide, al municipio de Amfikleia-Elateia, y a la unidad municipal de Titorea. En el año 2011 contaba con una población de 229 habitantes.

## Arqueología
A unos 2 km al norte de una aldea que anteriormente se llamaba Kalyvia de Agia Marina y luego cambió al nombre de Agia Paraskevi, 4 km al este de Kato Titorea, se han llevado a cabo excavaciones dirigidas por Georgios Sotiriadis desde 1910. 
Los hallazgos pertenecen a una serie de sucesivos asentamientos que abarcan periodos comprendidos entre el Neolítico y la época micénica. Es interesante una fase posterior al Neolítico y anterior al periodo micénico, que ha producido vasos que tienen algunas características decorativas análogas a las de vasos cretenses del periodo minoico antiguo III. El estrato correspondiente al periodo micénico tiene un amplio espesor, que los arqueólogos han deducido que es debido a la necesidad de elevar el terreno a causa de las inundaciones producidas por el río Cefiso.